# Monte Terza Grande
Monte Terza Grande – szczyt w Alpach Karnickich we Włoszech (prowincja Belluno). To trzeci co do wysokości szczyt Alp Karnickich Właściwych. Należy do grupy, w której znajdują się też: Terza Media (2455 m), Terza Piccola (2334 m), Monte Coston (2000 m), Cresta di Tolar (2167 m), Croda Casara (2372 m), Monte Fiorito (2100 m) i Croda Naie (2238 m). Terza Grande ma dwa szczyty, z których wyższy nie jest głównym. W większości publikacji można znaleźć informację, że Terza Grande ma 2586 m wysokości, ale jego północno-wschodni szczyt (Antecima Est) jest o 5 m wyższy (2591 m).
Pierwsze anonimowe wejście miało miejsce w 1820 r. Północno-wschodni szczyt został zdobyty w 1889 r. (G.Groger i V. Innerkofler).